# Ládví (metrostation)
Ládví is een metrostation in Praag aan de lijn C. Het station, dat in 2004 is geopend, ligt tussen Střížkov en Kobylisy. Totdat de lijn in 2008 werd verlengd was het station de eindhalte van lijn C in noordoostelijke richting.
Letňany · Prosek · Střížkov · Ládví · Kobylisy · Nádraží Holešovice · Vltavská · Florenc · Hlavní nádraží · Muzeum · I. P. Pavlova · Vyšehrad · Pražského povstání · Pankrác · Budějovická · Kačerov · Roztyly · Chodov · Opatov · Háje